# كارل فريدريش فيليب فون مرتيوس
كارل فريدريش فيليب فون مرتيوس (1794-1868) (بالإنجليزية: Carl Friedrich Philipp von Martius)‏ هو عالم نبات ألماني.

## نباتات وصفها كارل مرتيوس
- إسطركن ثلاثي العروق
- أنديرة قصيرة
- برساء بيضاء
- برشاوشان رقيق
- برشاوشان منثني
- برمانة بيضاء
- برمانة رؤيسية
- بوشنوية حادة الثمار
- بوطاليا راتينجية
- بوناتية
- بوناتية ملتبسة
- تيكومة بيضاء الخشب
- دوم بيترسياني
- ذفرة شوكاء
- سيف الأمازون الأزغب
- ضرعاء هلباء شائكة